# Carl Geyer
Pour les articles homonymes, voir Geyer.
Carl Geyer (1802-1889) est un entomologiste bavarois. Il a écrit et illustré  divers suppléments de l'œuvre de Jakob Hübner sur les Lepidoptera.
De profession, Carl Geyer est un dessinateur, illustrateur et graveur. 
Il ne faut pas le confondre avec Karl Andreas Geyer (de) (1809-1853), botaniste et collecteur de plantes.